# Солнцев Володимир
Володимир Солнцев (1892 — 1973) — лікар-терапевт родом з Києва.

## Життєпис
Після закінчення Київського університету (1917), працював у клініці внутрішніх хвороб Київського Медичного Інституту, з 1928 — доцент Київського Медичного Інституту, з 1937 — професор, з 1939 керував відділом функціональної діагностики в Українському Інституті Клінічної Медицини. З 1943 на еміграції в Німеччині.

## Доробок
Автор понад 50 праць українською, російською, німецькою та англійською мовами з різних питань внутрішньої медицини, бальнеології, геріятрії.